# Eduardo Alí Bargach
Eduardo "Alí" Bargach  (1921 - 10 de julio de 2010) fue un fisicoculturista y luchador de catch argentino, participó del mítico programa de televisión Titanes en el Ring.

## Biografía
Bargach comenzó su carrera como entrenador físico y en la década del 60 alcanzó la popularidad como luchador en el programa Titanes en el ring, emitido desde el estadio Luna Park. Él formó parte de los primeros elencos de catch de Titanes en el Ring, en el año ´62 y ´63 luego creó su propia troupe en Colosos de la Lucha, programa que iba por Canal 2 de La Plata.
Bargach también incursionó como actor en cine y televisión, en filmes tan disímiles como El centroforward murió al amanecer, de Agustín Cuzzani, y varias comedias protagonizadas por Alberto Olmedo y Jorge Porcel, hasta películas de culto como las de Jorge Polaco o Pablo César.

## Filmografía
- 1961: El centroforward murió al amanecer
- 1965: Disloque en el presidio
- 1973: Este loco... loco Buenos Aires
- 1978: Encuentros muy cercanos con señoras de cualquier tipo
- 1979: Expertos en pinchazos
- 1987: En el nombre del hijo

## Televisión
- 1960: Los trabajos de Marrone
- 1962: Titanes en el Ring
- 1967: La Revista de Dringue
- 1968: Colosos de la Lucha
- 1969: Matrimonios y algo más
- 1981: No toca botón